# La Mer et le Poison
Pour plus de détails, voir Fiche technique et Distribution.
La Mer et le Poison (海と毒薬, Umi to dokuyaku) est un film japonais de 1986 réalisé par Kei Kumai d'après un roman de Shūsaku Endō. Présenté à la 38e édition de la Berlinale 1987 il y remporte l’Ours d'argent.

## Synopsis
Des aviateurs américains abattus pendant la Seconde Guerre mondiale sont vivisectés par des chirurgiens japonais dans des expériences médicales cruelles...

## Fiche technique
- Titre original : 海と毒薬 (Umi to dokuyaku?)
- Titre français : La Mer et le Poison[2]
- Réalisation : Kei Kumai
- Scénario : Kei Kumai d'après un roman de Shūsaku Endō
- Photographie : Masao Tochizawa
- Montage : Osamu Inoue
- Décors : Takeo Kimura
- Assistant réalisateur : Kazuo Hara
- Musique : Teizō Matsumura
- Producteurs : Shūsaku Endō, Kei Kumai, Takayoshi Miyagawa, Keiichiro Takishima et Kazu Ōtsuka
- Pays d'origine :  Japon
- Langues : japonais, anglais, allemand
- Format : noir et blanc - 2,35:1 - format 35 mm - son mono
- Genre : drame
- Durée : 123 minutes[3]
- Date de sortie :
  - Japon : 17 octobre 1986[3]

## Distribution
- Eiji Okuda : Suguro
- Ken Watanabe : Toda
- Takahiro Tamura : Professeur Hashimoto
- Kyōko Kishida : Ohba, infirmière chef
- Mikio Narita : Shibata
- Shigeru Kōyama : Gondo
- Toshie Negishi : Ueda, infirmière
- Ken Nishida : Asai
- Masumi Okada : Hattori
- Noriko Sengoku : vieille femme
- Kazunaga Tsuji : Murai
- Masane Tsukayama : Miyasaka

## Distinctions
Sauf indication contraire, les informations mentionnées dans cette section peuvent être confirmées par la base de données cinématographiques IMDb,  présente dans la section « Liens externes ».

### Récompenses
- 1987 : Ours d'argent à la Berlinale[4]
- 1987 : prix Kinema Junpō du meilleur film et du meilleur réalisateur pour Kei Kumai[5]
- 1987 : prix du film Mainichi du meilleur film et du meilleur réalisateur pour Kei Kumai, du meilleur acteur pour Eiji Okuda ainsi que des meilleurs décors pour Takeo Kimura[6]
- 1987 : prix Blue Ribbon du meilleur réalisateur pour Kei Kumai[7]
- 1987 : prix du meilleur montage pour Osamu Inoue et prix spécial pour la production pour Shūsaku Endō, Kei Kumai, Keiichiro Takishima et Kazu Ōtsuka aux Japan Academy Prize[8]

### Sélection
- 1987 : en compétition pour l'Ours d'or à la Berlinale[4]